# Paracrocidura
Paracrocidura is een geslacht van zoogdieren uit de  familie van de spitsmuizen (Soricidae). De wetenschappelijke naam van het geslacht werd in 1956 gepubliceerd door Henri Heim de Balsac.

## Soorten
Er worden 3 soorten in dit geslacht geplaatst:
- Paracrocidura graueri Hutterer, 1986 – Grauers wimperspitsmuis
- Paracrocidura maxima Heim de Balsac, 1959
- Paracrocidura schoutedeni Heim de Balsac, 1956 – Schoutedenwimperspitsmuis